# Sinoferdina gigantea
Sinoferdina gigantea is een zeester uit de familie Ophidiasteridae.
De wetenschappelijke naam van de soort werd in 1982 gepubliceerd door Liao.